# Maria Mielnikow-Krawczyk
Maria Elżbieta Mielnikow-Krawczyk (ur. 17 grudnia 1953 w Sopocie) – polska aktorka teatralna, filmowa i telewizyjna.

## Życiorys
Studiowała na Wydziale Aktorskim łódzkiej Państwowej Wyższej Szkoły Filmowej, Telewizyjnej i Teatralnej im. Leona Schillera, którą ukończyła w 1979, a rok później otrzymała dyplom. Jej debiutem scenicznym była rola Kobiety I w spektaklu Jana Kochanowskiego Odprawa posłów greckich (1980) na scenie Teatru Śląskiego im. Stanisława Wyspiańskiego w Katowicach, gdzie występowała w latach 1979–1986. Od 1986 związała się na stałe z Teatrem Wybrzeże w Gdańsku.
Żona aktora Mirosława Krawczyka, mają córkę Magdalenę oraz syna Mikołaja (ur. 27 stycznia 1981).

## Filmografia

### Filmy kinowe
- 1995: Awantura o Basię
- 1988: Desperacja jako Katarzyna Zaborowska
- 1987: Koniec sezonu na lody jako Basia, urzędniczka na poczcie

### Seriale TV
- 2010: Usta usta jako recepcjonistka w Spa (odc. 19)
- 2007: Sąsiedzi jako Majewska, sąsiadka Wiśniewskich
- 2007: Kryminalni jako Grażyna Molęda, matka Karola
- 2007: Sąsiedzi jako Zofia, kierowca z ogłoszenia
- 2005: Lokatorzy jako pani Aldona, żona właściciela mieszkania
- 2004: Sąsiedzi jako pani z agencji nieruchomości
- 2004: Pierwsza miłość jako Danuta Kubacka, matka Grażyny
- 2003: Sąsiedzi jako Laura Pydyś, matka Grzesia i Tadzika
- 2003: Lokatorzy jako barmanka Ania
- 2003: Samo życie jako Lucyna Karwan
- 2002: Sfora jako matka jednego ze wspólników Lipskiego
- 2001: Lokatorzy jako Królikowa, żona prezesa
- 1999–2000: Czułość i kłamstwa jako Dorota Urbaniak
- 1996: Awantura o Basię
- 1986: Blisko, coraz bliżej jako Wisia Mendera, pielęgniarka, narzeczona Zygmunta Pasternika
- 1983: 6 milionów sekund jako matka Jarka
- 1978: Rodzina Połanieckich